# 丰特内尔
丰特内尔（法語：Fontenelle）是法国皮卡第大区埃纳省的一个市镇，属于韦尔万区拉卡佩勒县。该市镇2009年时的人口为277人。

## 人口
丰特内尔人口变化图示
| 数据来源：INSEE |